# Longpark Grand Sights Hotel
Le Longpark Grand Sights Hotel est un gratte-ciel en construction à Shenzhen en Chine. Il s'élèvera à 220 mètres. 